# جرج رفت
جرج رَفت (به انگلیسی: George Raft) (زادهٔ ۲۶ سپتامبر ۱۹۰۱ – درگذشتهٔ ۲۴ نوامبر ۱۹۸۰) بازیگر و رقصندهٔ فیلم‌های آمریکایی با تصاویری از گانگستر در ملودرام‌های جنایی در دهه‌های ۱۹۳۰ تا ۱۹۴۰ میلادی بوده‌است.

## مرگ
رَفت در  بر اثر آمفیزم  در لس آنجلس درگذشت. 

## فیلم‌شناسی
- کازینو رویال (۱۹۶۷)
- فریب‌خورده (۱۹۶۴)
- شیفته زن‌ها (۱۹۶۱)
- بعضی‌ها داغشو دوست دارن (۱۹۵۹)
- گلوله‌ای برای جوئی (۱۹۵۵)
- تو و من (۱۹۳۸)
- تاکسی! (۱۹۳۲)
- صورت زخمی (۱۹۳۲)